# Phragmipedium
Phragmipedium, rod orhideja iz potporodice Cypripedioideae. Postoje 24 priznate vrste (bez hibrida) raširene od juga Meksika do tropske Južne Amerike. Javljaju se kao epifiti i litofiti.

## Vrste
1. Phragmipedium andreettae P.J.Cribb & Pupulin
2. Phragmipedium anguloi Braem, Tesón & Manzur
3. Phragmipedium besseae Dodson & J.Kuhn
4. Phragmipedium boissierianum (Rchb.f. & Warsz.) Rolfe
5. Phragmipedium × brasiliense Quené & O.Gruss
6. Phragmipedium cabrejosii Damian, M.Díaz & Pupulin
7. Phragmipedium caricinum (Lindl. & Paxton) Rolfe
8. Phragmipedium caudatum (Lindl.) Rolfe
9. Phragmipedium christiansenianum O.Gruss & Roeth
10. Phragmipedium × daguense Braem & Tesón
11. Phragmipedium dalessandroi Dodson & O.Gruss
12. Phragmipedium fischeri Braem & H.Mohr
13. Phragmipedium guianense Sambin & Braem
14. Phragmipedium hirtzii Dodson
15. Phragmipedium humboldtii (Warsz.) J.T.Atwood & Dressler
16. Phragmipedium klotzschianum (Rchb.f.) Rolfe
17. Phragmipedium kovachii J.T.Atwood, Dalström & Ric.Fernández
18. Phragmipedium lindenii (Lindl.) Dressler & N.H.Williams
19. Phragmipedium lindleyanum (R.H.Schomb. ex Lindl.) Rolfe
20. Phragmipedium longifolium (Warsz. & Rchb.f.) Rolfe
21. Phragmipedium × narinense Tesón & Braem
22. Phragmipedium pearcei (Veitch ex J.Dix) Rauh & Senghas
23. Phragmipedium × pfitzerianum O.Gruss
24. Phragmipedium ramiroi Kolan. & Szlach.
25. Phragmipedium × richteri Roeth & O.Gruss
26. Phragmipedium × roethianum O.Gruss & Kalina
27. Phragmipedium sargentianum (Rolfe) Rolfe
28. Phragmipedium schlimii (Linden ex Rchb.f.) Rolfe
29. Phragmipedium × talamancanum Pupulin & M.Díaz
30. Phragmipedium vittatum (Vell.) Rolfe
31. Phragmipedium warszewiczianum (Rchb.f.) Schltr.

## Sinonimi
- Phragmipedilum Rolfe
- Uropedium Lindl.